# 林中村 (岐阜県)
林中村（はやしなかむら）は、かつて岐阜県安八郡に存在した村である。
現在の大垣市林町の西部に該当する。

## 歴史
- 1875年（明治8年） - 林中村、林東村、林本郷村、高屋村が合併し、林村となる。
- 1881年（明治14年）8月13日 - 林村が分離し、林中村、林東村、林本郷村、高屋村[1]となる。
- 1889年（明治22年）7月1日 - 町村制により林中村発足。
- 1897年（明治30年）4月1日 - 中川村、林東村、楽田村、貝曽根村、北方村、曽根村、領家村、中野村と合併し、改めて中川村が発足。同日林中村は廃止。